# ニッケル62
ニッケル62(Nickel-62・62Ni) は、陽子28個、中性子34個で構成されるニッケルの同位体である。

## 宇宙におけるニッケルの同位体
ニッケル62は安定同位体で、核子当たり8.7945 MeVと核結合エネルギーが最も強い核種である。核結合エネルギーが最も強い核種は鉄56であるという誤解が広まっているが、これは核子あたりの質量が最も小さい同位体である。この誤解は恐らく天体物理学から来たものと考えられる。恒星内元素合成では、光崩壊とアルファ反応が競合し、ニッケル62よりもニッケル56が多くできる。ニッケル56は超新星の寿命の最後でケイ素の燃焼過程の最終産物として得られる物質である。14個のヘリウム原子核がアルファ反応で結合したものである。もう1つのヘリウム原子核が結合した亜鉛60はエネルギーが高いため、超新星爆発の産物は最終的にここに落ち着く。
ニッケルの同位体の結合エネルギーは一般的に高いため、ニッケルは（中性子捕獲等も含め）宇宙の多くの原子核反応の最終産物となる。そのためニッケルは多量に存在するが、宇宙に存在するニッケルの大部分はニッケル58とニッケル60である。その他の安定同位体（ニッケル61、ニッケル62、ニッケル64）はほとんど存在しない。
ニッケル62に次いで結合エネルギーが大きいのは鉄58と鉄56であり、結合エネルギーはそれぞれ核子1個当たり8.7922MeV、8.7903MeVである。
ニッケル62に比べると核の結合エネルギーは弱いが、鉄56は核子1個当たりの質量が930.412 MeV/c2と最も小さい。次に小さいのはニッケル62の930.417 MeV/c2、ニッケル60の930.420 MeV/c2である。ニッケル62は陽子よりも質量の大きい中性子の割合が多いため、この結果は矛盾しない。